# The Great Tribulation
The Great Tribulation è un singolo del gruppo musicale olandese Epica, pubblicato l'11 ottobre 2022 come secondo estratto dal Mini-LP The Alchemy Project.

## Descrizione
Il brano è stato realizzato in collaborazione con i Fleshgod Apocalypse e si caratterizza musicalmente per l'unione delle sonorità symphonic metal degli Epica con quelle technical/progressive death metal del gruppo italiano, con un utilizzo di blast beat, passaggi di ispirazione araba e un doppio assolo di chitarra e tastiera.
Il chitarrista Mark Jansen ha dichiarato di aver proposto ai Fleshgod Apocalypse due brani e che questi ultimi hanno deciso di fonderli in uno.

## Tracce
1. The Great Tribulation (feat. Fleshgod Apocalypse) – 5:03 (testo: Mark Jansen, Simone Simons – musica: Mark Jansen, Francesco Paoli, Francesco Ferrini, Epica)
2. The Final Lullaby (feat. Shining) – 5:12 (testo: Jørgen Munkeby, Rob van der Loo, Epica – musica: Jørgen Munkeby, Rob van der Loo, Ole Vistnes, Epica)

## Formazione
Hanno partecipato alle registrazioni, secondo le note di copertina di The Alchemy Project:
Gruppo
- Simone Simons – voce principale
- Mark Jansen – chitarra ritmica e grunt
- Isaac Delahaye – chitarra solista, ritmica e acustica
- Coen Janssen – sintetizzatore, pianoforte, arrangiamento del coro
- Rob van der Loo – basso
- Ariën van Weesenbeek – batteria

Altri musicisti
- Marcela Bovio – cori
- Linda Van Summeren – cori
- Fleshgod Apocalypse
  - Francesco Ferrini – arrangiamenti orchestrali
  - Francesco Paoli – grunt
  - Fabio Bartoletti – chitarra solista
  - Veronica Bordacchini – voce

Kamerkoor PA'dam
- Maria van Nieukerken – direzione
- Martha Bosch – soprano
- Frédérique Klooster – soprano
- Annemieke Nuijten – soprano
- Alfrun Schmidt – soprano
- Karen Langnedonk – contralto
- Cecile Roovers – contralto
- Annemarie Verburg – contralto
- Annette Vermeulen – contralto
- Guido Groenland – tenore
- Henk Gunneman – tenore
- René Veen – tenore
- Joost van Velzen – tenore
- Jan Douwes – basso
- Jan Hoffmann – basso
- Martijn de Graaf Bierbrauwer – basso
- Angus van Grevenbroek – basso

Strumenti ad arco
- Robin Assen – composizione strumenti ad arco
- Ben Mathot – primo violino
- Ian De Jong – primo violino
- Loes Dooren – secondo violino
- Sabine Torrico-Poiesz – secondo violino
- Mark Mulder – viola
- Adriaan Breunis – viola
- Marije De Jong – violoncello
- Elidh Maartin – violoncello

Produzione
- Joost van den Broek – produzione, ingegneria del suono, montaggio, missaggio
- Epica – produzione
- Jos Driessen – ingegneria del suono, montaggio
- Darius van Helfteren – mastering